# Knape
Knape este o localitate din comuna Škofja Loka, Slovenia, cu o populație de 84 de locuitori.